# Montaner
Montaner è un comune francese di 476 abitanti situato nel dipartimento dei Pirenei Atlantici nella regione della Nuova Aquitania. Fa parte anche della regione storica del Béarn

## Società

### Evoluzione demografica
Abitanti censiti